# ブランカ (ストリートファイター)
ブランカ（Blanka）は、カプコンが製作した対戦型格闘ゲーム『ストリートファイター』シリーズに登場する架空の人物。本名はジミー。

## キャラクターの設定
子供の頃に飛行機事故に遭い、アマゾンの奥地で育った野生児。緑色の肌とオレンジ色の髪、鋭い牙や爪など怪物じみた外見を持つが、れっきとした人間である。見た目だけでなく、回転しながら飛んで体当たりを喰らわせたり、体から電撃を放つなどといった常人離れした技を使う。体色が緑に変化したのは保護色のため。放電能力は電気ウナギとの格闘の際に身につけている。
初登場時の『ストリートファイターII』（以下『ストII』と表記）では比喩表現まで使いこなすほどまともに言葉を話すが、それより前の時代になる『ストリートファイターZERO3』（以下『ZERO3』）では「ウオー」と唸ったり吠えたりしかできなかった。『CAPCOM VS. SNK』（以下『カプエス』）では普通に話しているが、全ての台詞に濁点が混じり、『ストII』と『ZERO3』の中間的なものになっている。『ストリートファイターIV』シリーズ以降は台詞がすべてカタカナとひらがなで構成されており、自然にしゃべることこそ可能だが『ストII』時代のような比喩や慣用句を用いた言い回しはせず直情的な物言いをするようになっている。
『ストII』シリーズのエンディングでは母親サマンサと感動の再会を果たす。サマンサが彼を息子だと確信した理由はブランカが付けていたアンクレット（足輪）である。シリーズ当初はブレスレット（腕輪）と表記されていたが、『スーパーストリートファイターII』（以下『スパII』）でアンクレットに修正されている。『ストII』の企画を手がけた西谷亮によるとブレスレットを勘違いして足にはめているという設定で、鎖のようなものが付いている。
恐ろしげな外見に見合わず純真な性格と思考の持ち主で、『ストリートファイターIV』（以下『ストIV』）では母親に対して気遣いを見せるなど繊細な一面もあるほか、「顔を隠す奴は悪い奴」という考えからバルログやエル・フォルテを非難している。ただし、闘いにおいては相手を威嚇するような台詞も散見される。
母親と再会した後は一緒に暮らしているようで、『ストリートファイターEX』（以下『EX』）シリーズではジャングルの危機を救うべく立ち上がる等、新たな目的を持って戦いに身を投じていて、『ストIV』では母親に誇ってもらえるような息子になるための旅に出ている。
かつてジャングルにやって来た火引弾（ダン）を助けて以来、彼とは親友らしく、ダンからは本名である「ジミー」と呼ばれている。これは中平正彦の漫画『ストリートファイターZERO』単行本巻末おまけ漫画の設定が反映されたことによるもの。後に同じく中平による『さくらがんばる!』でも、ザンギエフが主催する格闘ショーのやられ役として登場し、その扱いに怒ったダンが乱入するというエピソードがある。
ブランカの遭った飛行機事故はシャドルーによる要人暗殺のための爆破テロが原因。
『カプエス』シリーズに出場した際は、草薙京から二階堂紅丸が着ぐるみを着ているのではないかと疑われていた。当の紅丸本人はブランカに対して、電撃を使えることで一緒にされるのが心外そうな事（ブランカは紅丸の電撃を乾電池より劣ると見下している）を勝利画面で発言したり、充電していた自分のMDプレーヤーを返してほしいとも言っている。また、ジャングルの外をあまり知らないため、不知火舞の色仕掛けも肉塊でしかなく、キムの正義も知らない。逆にユリ・サカザキはブランカの本名を知っている。
『ZERO3』ではザンギエフの勝利ポーズにも登場する。ブランカが持ってきたピラルクをザンギエフがウォッカによる炎で焼く演出が行われるが、誤ってブランカまで焼かれるパターンもある。
『ストリートファイターV』（以下『ストV』）ではSeason3の追加キャラクターとして参戦。本人のストーリーモードでは悪質な業者によって人気者になれると吹き込まれ、大量の自分の人形「アマゾンの脅威ブランカちゃん」を作る。ブラジルの山腹の広場で売り歩きしているところでララと出会い、ララの弟のショーンが「アニメやゲームで有名な日本で売ってみるといい」というアドバイスをしたため日本のゲームセンター前で売り歩くも「ゲームセンター外にあるクレーンゲームの人形のほうが可愛い」と女子高生に言われる。偶然にもそのゲームセンターで友達のさくらが働いており、事情を聞いたさくらは店長に相談してブランカちゃん人形をクレーンゲームに置いてもらうこととなる。その後、女子高生からは「キモ可愛い」と言われたが流行ったかどうかは濁されている。
『ストリートファイター6』（以下『スト6』）では人気者になる夢を抱き、ジャングルのアドベンチャーツアーのガイドとして活動。
デザイナーの西村キヌは「獣人は知性が低いというのはありがちすぎるので、彼は教育は受けていないが結構頭が良いということになっている」と語っている。上記のように『ストII』時点においても比喩やことわざを学習してそれを使ったセリフを使っており、キャラクターデザインを手掛けたあきまんや西村キヌによるイラストではすっかり文明人になった『ストII』より後のブランカの姿が描かれている。
あきまんによると『あしたのジョー』のハリマオや『タイガーマスク』のローン・ウルフなど「獣人」という枠は少年漫画や格闘漫画には必須の存在であり、王道のゲームとしては当然入っていなければいけないということでブランカを登場させたという。また、ファミリーコンピュータゲーム『プロレス』に登場するジ・アマゾンも「獣人枠」とみなしており、格好いいキャラクターがアマゾンに噛みつき攻撃をされるのが非常に悔しく、相手に屈辱的なことをされて悔しいのは素晴らしいアイデアだ、ということでこれが『ストII』のブランカの技などに反映されている。開発当初は肌がピンク色だったが、気持ち悪いという理由であきまんにより緑色に変えられた。

## ゲーム上の特徴
高い攻撃力、突進技や特殊移動のスピード、優れたジャンプ力、長いリーチを併せ持ち、初心者にとって使いやすいキャラクターである。その特性を活かして相手に対応する暇を与えず攻めまくる戦法が基本。反面、ガイルなど迎撃能力の高いキャラクターにじっくりと構えられると苦戦を強いられる欠点もある。
ジャンプの滞空時間が短く、素早い跳び込みが可能なので、リュウなどの飛び道具を持つキャラクターにも対抗しやすい。しかし滞空時間の短さゆえ、スピードの遅い飛び道具を垂直ジャンプで避けることが困難であるというデメリットも併せ持つ。また無敵時間の存在する技が『スパIIX』より以前の作品までは無かったため、切り返しに乏しかった。
また前進と後退でキャラクターの高さが違う（前進時は前かがみに歩く）ため、一部の技（サガットの「タイガーショット」や、リュウやケンの「竜巻旋風脚」など）に対しては、後退すると当たる（ガードする）が、前進すれば当たらずに潜り抜けることができる。
『ストII』時代はベガの「サイコクラッシャーアタック」やエドモンド本田の「スーパー頭突き」でサガットの「グランドタイガーショット」を飛び越せるのに対し、ブランカの「ローリングアタック」では飛び越せなかった。
シリーズ初期においては後退する相手に追いつけないほど前後の移動速度が遅かったが、シリーズ後期では多彩な移動方法を身につけており、慣れてくると高い機動力を生かしたトリッキーな動きで相手を翻弄することも可能になる。ただし歩行速度自体は相変わらず全キャラクター中ワーストクラスである。
使用する技の一部には相手を感電させる技があり、これらの技で感電した相手は骨格が見え、必ずダウンする。

## 技の解説

### 通常技
作品によって若干差異はあるが、ここでは『スーパーストリートファイターIV』（以下『スパIV』）での技名称を掲載。
| 操作     | 立ち（近距離）     | 立ち（遠距離）     | しゃがみ           | 垂直ジャンプ       | 斜めジャンプ         |
| -------- | ------------------ | ------------------ | ------------------ | ------------------ | -------------------- |
| 弱パンチ | ロックアタック     | ベアアタック       | キャットクロー     | パンサークロー     | ワイルドファング     |
| 中パンチ | ジャングルクロー   | ビーストチョップ   | ベアクロー         | エアブロウ         | フィストドロップ     |
| 強パンチ | ブラッディーライン | ワイルドネイル     | スネークアッパー   | ブッシュバスター   | サバイバルクロー     |
| 弱キック | ニーボンバー       | ビーストキック     | ジャングルトラップ | フライングバイソン | フライングヴァイパー |
| 中キック | ダブルニーボンバー | ブラッディーテイル | ビーストステップ   | ワイルドキック     | ワイルドヒール       |
| 強キック | ワイルドダンス     | ワイルドダンス     | ビーストテイル     | サバイバルアタック | サバイバルキック     |

ローリングネイル
初代『ストII』のみに存在した近距離立ち強パンチで、その場で2回転しながら爪を振り下ろす技で2ヒットするが、1発目が当たると間合いが離れるため2発ともヒットすることが非常に少なくしかも外した時の隙が大きいため実戦では使えず『ストリートファイターII'』（以後『ダッシュ』と表記）以降は削除された。『ハイパーストリートファイターII』でのNORMAL仕様では使用可能となっているが、使い勝手の悪さは相変わらずである。
ビーストテイル
従来作でのしゃがみ強キックでいわゆる足払い系でヒット時に相手を転倒させるが、初代『ストII』及び『ハイパーストリートファイターII』でのNORMAL仕様ではこれに加えて近距離立ち強キックにもなっていたため、遠距離立ち強キックが対空性能を持つワイルドダンスとなっているが間合いによって変化するため使いこなすのが難しくダッシュ以降は間合いに関係なく常にワイルドダンスが出る様に変更されている。

### Vシステム
クイックローリング
Vリバーサル。その場で停滞しながら斜め回転による反撃を行う。
アナコンダバイト
Vシフトブレイク。

#### Vスキル
フィアーダウン [I]
『ストIV』で追加された攻撃判定のない特殊動作。その場に伏せて上段の攻撃をやり過ごす。追加入力で下記の2種類の技と「サプライズフォワード」、「サプライズバック」を出せる。
ワイルドリフト
両腕を振り上げて相手を高く飛ばす。
レイドジャンプ
通常ジャンプよりも少し低いジャンプ。
シャウトオブアース [II]
足元前方に広範囲の電撃を発生させる技。動作中にボタンをホールドすることで威力と攻撃判定が強化される。また、溜め動作はダッシュかバックステップでキャンセル可能で最大まで溜めた状態でキャンセルし、再度攻撃を出すと即座に最大溜め版を出すことができる。

#### Vトリガー
ジャングルダイナモ [I]
特定の必殺技が強化され「グランドシェイブローリング」が新たに使えるようになる。
ライトニングビースト [II]
「ローリングキャノン」が使用可能になる。

### 投げ技
ワイルドファング
つかみ技。相手に組み付いて頭部や首筋に連続で噛み付き、振りほどかれるまでダメージを与える。『ストIV』では攻撃回数が固定されており、3回噛み付いてから相手を蹴り飛ばすようになっている。
『ストII』では相手の頭部に噛み付く上に出血描写もあった。『ストIV』以降は相手の首筋に噛み付き、出血描写はブランカ自身の涎が飛び散る描写に抑えられた。
ジャングルスラム
『ZERO3』で使用する空中投げ。掴んだ相手を地面に向かって投げ飛ばす。
ワイルドシュート
『ZERO3』で使用する空中投げ。掴んだ相手をワイルドダンス（大キック）の動作で蹴り飛ばす。
ジャングルホイール
『カプエス』シリーズや『ストIV』シリーズや『ストV』で使用する投げ技。相手を掴んだままゴロゴロと転がっていき、放り投げる。
ジャングルフリップ
『スト6』で使用する投げ技。相手に組み付いて馬飛びを仕掛ける。
ワイルドバイツ
『スト6』で使用する空中投げ。掴んだ相手に噛み付いたあと、地面に叩き落す。

### 特殊技
ロッククラッシュ
近距離で2回ヘッドバットを繰り出す。気絶値が高い。『スパII』からは途中でキャンセルがかかる。
アマゾンリバーラン
『スーパーストリートファイターIIX』（以下『スパIIX』）で追加された技。仰向けになり、前方に滑り込みながら両手でパンチを繰り出す下段判定のスライディング攻撃。その動きから、製作スタッフからは「雑巾がけ」と呼ばれていた。
レイジングネイル
『ストEX』シリーズにおけるガードブレイクまたはハードアタック技。軽く跳ねた後に両手を振り下ろす。
フィアーダウン
『ストIV』で追加された攻撃判定のない特殊動作。その場に伏せて、上段の攻撃をやり過ごす。『ストV』ではVスキル[I]として使用する。
ワイルドリフト
『ウルトラストリートファイターIV』（以下『ウルIV』）のオメガエディションで使用する追加技。両腕を振り上げて相手を高く飛ばす。
レイドジャンプ
『ウルIV』のオメガエディションで使用する追加技。通常ジャンプよりも少し低いジャンプ。
レイジングバッシュ
立ち中キック・立ち強キック・ジャンプ強パンチのターゲットコンボ。2連続の膝蹴りと宙返りで相手を蹴り上げると、回転しながらジャンプし空中から両腕で叩き落とす。
ライトニングダンス
Vスキル[II]を選択している時のみ使用可能な技。立ち中キック・立ち強キックの連携から「シャウトオブアース」に繋げる。

### 必殺技
エレクトリックサンダー
屈んだ状態で身体中から放電し、相手の身体に触れると一定時間感電させる。電撃はブランカの体を覆うように発生するため判定が強いが、無敵ではなく、拳や足の先端からの攻撃に弱い。電圧量は『ストII』の段階では1200ボルトと設定されていた。『カプエス2』での前転キャンセルを利用した無敵電撃はガード以外に回避不可能。
『ウルIV』オメガエディションでは弱中強で1ヒットずつヒット数が増加し、弱は相手を真上に吹き飛ばすため、中以上の「エレクトリックサンダー」や立ち強キック、EX「バーチカルローリング」（後述）で追撃できる。
『ストV』ではVトリガー[I]発動中に攻撃をヒットさせると相手を浮かせ追撃ができる性能が付加される。
ライトニンググレネード
『ウルIV』のオメガエディションのEX版は牙を剥き出し飛び込んで地面を叩き、雄叫びをあげながら放電する。飛び込み中は無敵状態のため、相手の攻撃に割り込んで発動させることもできる強力な技。
ローリングアタック
両足を抱えて丸くなった状態で、真っ直ぐ前方に突進する回転体当たり。相手に当たるとブランカが後方に跳ね返るため、反撃を受けにくいのが特徴。『ダッシュ』以降は移動距離もボタンごとに違いがある。
初代『ストII』および『ハイパーストリートファイターII』でのNORMAL仕様では、この技が出ている間に攻撃を受けるとダメージが2倍になる。
『ウルIV』のオメガエディションでは、ヒットすると再び「ローリングアタック」で突進する。
『ストV』ではVトリガー[I]発動時は攻撃中に電撃を纏うようになりヒットすると他の必殺技で追撃ができる。
『ストII』シリーズでは初代〜『スパIIX』全作品共通で弱〜強全てにおいて地上にいる相手に対しヒット時のダウン効果が一切無い。このため上述の後方に跳ね返る性質をもってしても、ベガに対してはヒットもしくはガード問わず「サイコクラッシャー」で反撃が確定する他、ダルシムに対しても同様で遠距離立ち強パンチで反撃が確定する。
エリアルローリング
『EX3』で使用。空中で「ローリングアタック」を行う。パンチボタンの強さで軌道が変化する。
バーチカルローリング
斜め上に飛び上がる対空版「ローリングアタック」。『ストリートファイターII' TURBO』（以下『ターボ』）で追加された。
『ターボ』では落下時にも攻撃判定があるが、上昇中にヒットすると落下時の判定は無くなる。『スパII』からは落下時の攻撃判定がなくなった代わりに当たると間合いを取るようになった。『スパII』と『スパIIX』とで軌道が若干異なる。
『ウルIV』オメガエディションのEX版は真上に飛び上がり、最後は相手を叩き落す。
『ストV』ではVトリガー[I]発動時は電撃を纏うようになりヒット数が上昇する。
バックステップローリング
後ろに宙返りしてから、山なりの軌道で飛ぶ「ローリングアタック」。『スパII』で追加された。
『EX』シリーズではバックステップまでにパンチボタンを押すことで技を中断できる。超至近距離で出すと多段ヒットすることがある。
『ウルIV』ではヒットしたりガードされると跳ね返るが、オメガエディションでは跳ね返ることが無くそのまま地面に着地するようになった。
『ストV』ではVトリガー[I]発動時は電撃を纏うようになり、ヒットすると相手を吹き飛ばし他の必殺技で追撃ができる。
サプライズフォワード / サプライズバック
素早く移動する技で、攻撃判定はない。『スパIIX』で追加された。
「サプライズフォワード」は口を大きく開けて前方に大きく踏み込む。この時、相手をすり抜ける事が可能。
「サプライズバック」は驚いた表情（『ZERO3』や『カプエス』では目玉を飛び出させている）で後方に跳んで逃れる。
これらを組み合わせることで、高い機動力を持ったキャラクターとしての特徴が強化された。
ステップとバックステップがシステムに組み込まれている作品でも、これらは必殺技扱い。『ストIV』シリーズでは特殊技扱いになっている。
ライトニングモール
『ウルIV』のオメガエディションで使用。電気をまとって地中に潜り込み、地中からの電撃頭突きを繰り出す。EX版は最後に噛みつきを行う。ボタンの強弱で飛び出す位置が変化し、EX版は必ず相手の真下から飛び出す。
アーマーブレイク属性ではないが必ず2ヒットするため、通常のセービングアタックでは防御不能。
EXフィアーダウン
「フィアーダウン」のEX版。「レイドジャンプ」後の攻撃が弱中強問わず中キックになり、「ワイルドリフト」の威力が上昇する。
ワイルドハント
『ストV』で追加されたコマンド投げ。飛び上がって着地と同時に相手を掴むとマウントポジションを取り、連続で引っ掻いて投げ飛ばす。
グランドシェイブローリング
『ストV』では通常の必殺技として使用する。Vトリガー[I]発動中に使用できる必殺技で、小さく跳ねてから地面を撫でるように回転しながら突進する。ボタンを押し続けることで着地後一定時間までその場に待機し続け、電気を纏うようになり威力が上昇する。また相手のガードを崩す効果も付加される。
ローリングキャノン
『ストV』で使用する、Vトリガー[II]発動中に使用できる必殺技。ローリング系必殺技のヒット後に電撃を纏い回転しながら突進する。任意の方向に突進することができるのが特徴でヒット後はVタイマーを消費することで連続で発動できる。どんどん上昇して連続したダメージを与えるほか、技をガードされた時に着地のタイミングを早めたりなど用途は豊富。

### スーパーコンボなど
グランドシェイブローリング
『スパIIX』から登場。小さく跳ねてから地面を撫でるように転がっていく、「ローリングアタック」の強化版。ボタン押しっ放しで着地後一定時間までその場に待機し続ける。『EX』シリーズでは、ボタンを押し続けることにより帯電することができる。ほとんどのシリーズで非常に出が遅い。
『ストリートファイター X 鉄拳』では仕様が異なり、「ローリングアタック」で空中に打ち上げた後、後転してから電流をまとった「ローリングアタック」で追撃しつつ上昇し、そのまま地面に叩き付ける。
『ウルIV』のオメガエディションでは小さく跳ねずに転がる仕様がある。
『ストV』ではVトリガー[I]発動中にのみ必殺技として使用する。
トロピカルハザード
『ZERO3』のみ。天井（画面上）に捕まって揺り動かし、フルーツを幾つも降らせながら飛び降り、頭から体当たりする。落ちたフルーツのうち、スイカはそのまま画面に残り、通常技などで飛ばすことができ、これで相手に若干のダメージを与えられる。
落下するフルーツは、CPU戦でブランカが出現するステージでの開始前デモで出現するものと同じもの。
ダイレクトライトニング
『カプエス』シリーズで追加。電撃を放ちながら回転体当たりする、「エレクトリックサンダー」と「ローリングアタック」の合わせ技。
シャウトオブアース
『カプエス』シリーズで追加。両腕を揚げて吼えながら電撃を放つ「エレクトリックサンダー」の強化版。立ち上がっているので攻撃範囲も広がっている。『ストV』ではVスキル[II]として使用する。
『スパIV』ではウルトラコンボIIとして実装。両手で地面を叩いてから強烈な電撃を放つ地上用と、真上に向かって巨大な雷の柱を発生させる対空用の2パターンが用意されている。
ビーストハリケーン
『EX』シリーズの技。空中から滑空するように突進し、振り回した拳を相手に何度も叩き付ける。始動は空中限定になっている。スーパーキャンセル可。
ジャングルビート
『EX』シリーズの技。その身を回転させながら相手に飛び込む投げ技。掴んだ後は帯電しながら相手にかぶりつき、畳み掛けるようにラッシュを仕掛ける。スーパーキャンセル可。
スーパーエレクトリックサンダー
『EX』シリーズのメテオコンボ。唸りを上げながら地団駄を踏み、体中の電気を放電させる。体全体を包む攻撃判定の広さが特徴である。
メテオタッグコンボ・ブランカ&ダルシム
『EX3』でダルシムがパートナーの時に発動可能なメテオタッグコンボ（個別の技名はない）。ブランカが「ジャングルビート」の動作で相手を掴み、その帯電中にダルシムが駆けつけて相手を「ヨガキャッチ」で掴んだ後、ダルシムがブランカもろとも目掛けて「ヨガインフェルノ」を発射する。
ライトニングキャノンボール
『ストIV』にて使用する。咆哮を上げ、地面を叩いて飛び上がった後、電気を帯びた強力な「グランドシェイブローリング」を放つ。
突進部分以外にも、発動時の地面を叩く部分と飛び跳ねてから落ちてくる部分にも攻撃判定があり、前者は下段属性、後者は中段属性のため、密着した状態で放つとガードが難しいのも特徴。
ダイナミックローリング
『ストV』のクリティカルアーツ。振りかぶって相手を引っ掻くと、電撃を纏いながら上昇して相手を連続で押し潰し、その反動で吹き飛んだ相手に向かって、強力なローリングアタックで突進する。
最初の引っ掻き攻撃がガードされると、逆の腕で再び引っ掻く。

## その他
実写映画『ストリートファイター』では、ガイル大佐の親友「カルロス・ブランカ」、愛称チャーリーとして登場する。チャーリーはナッシュの日本以外での名前。バイソン将軍の人体実験により、緑色の肌をした怪物にされる。
漫画『ストII爆笑!!4コマギャグ外伝』では、外見が動物的であるため、ケンにしばしば動物扱いされたり（やがて飼い慣らされた）、本当に動物と間違えられて捕獲され連れ去られたこともあった。
ブランカの名はスペイン語hombre blanco （白い人、の意）に由来するという設定がある。飛行機が墜落して生き残った直後は現地人に比べ肌が白いためこう呼ばれ、そこからブランカと名乗るようになった。また、『映画ストリートファイターIIメモリアル公式ファンブック』では育ての親である動物のくしゃみが「ブランカ!!」に聞こえたため、それを自分の名前だと思い込んでしまったと書かれている。
『X-MEN VS. STREET FIGHTER』では山岳地帯の背景にて一人で焚き火をしており、時おりプレイヤーの方を見る。『マーヴル・スーパーヒーローズ VS. ストリートファイター』では、同じく背景にいるがX-MENのビーストと向かい合わせになっている。またブランカと同じ緑の肌のヒーローであるハルクのエンディングに登場し、彼に「お前もガンマ線を浴びたのか」と聞かれる。
緑色の肌は保護色のためとされているが、『カプエス』シリーズでのキャミィの台詞によると「威嚇程度の効果しか無い」とのこと。
『モンスターストライク』では通常と進化時の属性は「闇」設定である。
『ストIV』シリーズのプロデューサーである小野義徳によると、ブランカはブラジル人に愛されており、ブラジルに行くと「ブランカはイかしてるね!」とよく言われるという。

## 登場作品
- ストリートファイターIIシリーズ
- ストリートファイターZERO3
- ストリートファイターIVシリーズ
- ストリートファイターV（Season3から）
- ストリートファイター6
- ストリートファイターEXシリーズ（EX2から）
- ストリートファイター リアルバトル オン フィルム
- CAPCOM VS. SNKシリーズ
  - カプコン バーサス エス・エヌ・ケイ ミレニアムファイト 2000
  - カプコン バーサス エス・エヌ・ケイ ミレニアムファイト 2000 PRO
  - CAPCOM VS. SNK 2 MILLIONAIRE FIGHTING 2001
- SNK VS. CAPCOM 激突カードファイターズ全シリーズ（トレーディングカードゲーム版も含む）
- ストリートファイター X 鉄拳（PS Vita版/DLC追加キャラクター）
- モンスターストライク[12] ※プレミアムガチャ限定[10]
- Street Fighter X Mega Man

## 担当声優
- 石塚運昇 - 『ストリートファイターII MOVIE』
- 山根剛 - 『ストリートファイターEX』シリーズ
- うえだゆうじ - 『ストリートファイターZERO3』以降の関連作品全般
- 仲野裕 - 実写映画『ストリートファイター』日本語吹き替えソフト版
- 中田和宏 - 実写映画『ストリートファイター』日本語吹き替えテレビ版